# Восточноазиатские игры 2013
6-е Восточноазиатские игры прошли с 6 по 15 октября 2013 года в Тяньцзине (КНР). В них приняли участие спортсмены из 9 стран, которые соревновались в 24 видах спорта.

## Виды спорта
- Водные виды спорта
  - Плавание
  - Прыжки в воду
- Беговые виды лёгкой атлетики
- Бадминтон
- Баскетбол
- Боулинг
- Бокс
- Бильярд
- Волейбол
- Велоспорт
- Гимнастика
- Дзюдо
- Каратэ
- Футбол
- Теннис
- Таеквондо
- Тяжёлая атлетика
- Ушу
  - Taolu
  - Sanshou
- Танцевальный спорт
- Дракон (лодка)
- Сквош
- Стрельба
- Фехтование
- Софт-теннис
- Хоккей на траве

## Страны-участницы
- Китай
- Китайский Тайбэй
- Гуам
- Гонконг
- Япония
- КНДР
- Республика Корея
- Макао
- Монголия

## Итоги Игр
| Место | Страна           | Золото | Серебро | Бронза | Всего |
| ----- | ---------------- | ------ | ------- | ------ | ----- |
| 1     | Китай            | 134    | 79      | 51     | 264   |
| 2     | Япония           | 47     | 57      | 75     | 179   |
| 3     | Республика Корея | 36     | 51      | 74     | 161   |
| 4     | Китайский Тайбэй | 17     | 28      | 46     | 91    |
| 5     | Гонконг          | 10     | 16      | 30     | 56    |
| 6     | КНДР             | 8      | 12      | 22     | 42    |
| 7     | Макао            | 3      | 5       | 19     | 27    |
| 8     | Монголия         | 0      | 4       | 18     | 22    |
| 9     | Гуам             | 0      | 1       | 0      | 1     |
| Всего | Всего            | 255    | 253     | 335    | 843   |